# Louth, Irland
Louth (iriska: Lú) är en ort i republiken Irland.   Den ligger i grevskapet Lú och provinsen Leinster, i den nordöstra delen av landet, 70 km norr om huvudstaden Dublin. Louth ligger 37 meter över havet och antalet invånare är 715.
Terrängen runt Louth är platt. Runt Louth är det ganska glesbefolkat, med 27 invånare per kvadratkilometer. Närmaste större samhälle är Dundalk, 9,9 km nordost om Louth. Trakten runt Louth består till största delen av jordbruksmark.